# Greenfield Festival
Greenfield Festival és un festival de música que té lloc a Interlaken cada any i dura tres dies.